# Ferrocyanure de sodium
Le ferrocyanure de sodium, aussi appelé hexacyanoferrate (II) de tétrasodium ou prussiate jaune de sodium, est un sel complexe de formule Na4[Fe(CN)6], généralement décahydraté. Il se présente sous la forme de cristaux jaune pâle solubles dans l'eau.
C'est aussi un additif alimentaire (E535), notamment utilisé pour le sel de cuisine comme salant et anti-agglomérant. Si les ions Na+ sont échangés par des Fe3+, il devient d'un bleu très intense, le Bleu de Prusse.